# Protectorado británico
Los protectorados británicos eran regiones que se encontraban bajo la tutela de las fuerzas armadas del Imperio británico y que por ello adoptaron la figura de protectorado —o estado cliente—, siendo representados por diplomáticos británicos en escenarios internacionales, como El Gran Juego, en el que el Emirato de Afganistán y el Reino del Tíbet se convirtieron en estados protegidos por períodos cortos de tiempo. Muchos territorios que se convirtieron en protectorados británicos ya tenían gobernantes locales con los que la Corona negoció mediante tratados, reconociendo su estatus y al mismo tiempo ofreciendo protección, por ejemplo, la supremacía británica. Por lo tanto, los protectorados británicos estaban gobernados por un gobierno indirecto. En la mayoría de los casos, el gobernante local, así como los súbditos del gobernante indígena, no eran súbditos británicos. Los estados protegidos británicos representaban una forma más laxa de soberanía británica, donde los gobernantes locales retenían el control absoluto sobre los asuntos internos de los estados y los británicos ejercían control sobre la defensa y los asuntos exteriores.

## Implementación
Cuando los británicos tomaron Cefalonia en 1809, proclamaron: "Nos presentamos ante ustedes, habitantes de Cefalonia, no como invasores, con miras a la conquista, sino como aliados que les ofrecen las ventajas de la protección británica". Cuando los británicos continuaron ocupando las islas Jónicas después de las Guerras napoleónicas, no anexaron formalmente las islas, sino que las describieron como un protectorado. Las islas fueron constituidas por el tratado de París de 1815 como los Estados Unidos de las Islas Jónicas, independientes bajo protección británica. De manera similar, Malta fue un protectorado británico entre la capitulación de los franceses en 1800 y el Tratado de París de 1814.
Los Estados principescos de la India fueron otro ejemplo de gobierno indirecto durante la época del Imperio. También lo fueron muchas de las propiedades de África Occidental.
Siguieron otros protectorados británicos. En el océano Pacífico, las dieciséis islas de las Gilbert (ahora Kiribati ) fueron declaradas Protectorado Británico por el Capitán Davis RN, del HMS Royalist entre el 27 de mayo y el 17 de junio de 1892. Los realistas también visitaron cada una de las islas Ellice, y los isleños le pidieron al capitán Davis que izara la bandera británica, pero él no tenía instrucciones de declarar las islas Ellice como protectorado.  Las nueve islas del Grupo Ellice (ahora Tuvalu ) fueron declaradas Protectorado Británico por el Capitán Gibson RN, del HMS Curacoa, entre el 9 y 16 de octubre del mismo año.  Gran Bretaña definió su área de interés en las islas Salomón en junio de 1893, cuando el Capitán Gibson RN, del HMS Curacoa, declaró las islas Salomón del sur como protectorado británico con la proclamación del protectorado británico de las islas Salomón.
En 1894, el gobierno del primer ministro William Ewart Gladstone anunció oficialmente que Uganda, donde las luchas entre musulmanes y cristianos habían atraído la atención internacional, se convertiría en un protectorado británico. La administración británica instaló reyes locales cuidadosamente seleccionados bajo un programa de gobierno indirecto a través de la oligarquía local, creando una red de administración pública controlada por los británicos. La mayoría de los protectorados británicos estaban supervisados por un comisionado o un alto comisionado, en lugar de un gobernador.
La ley británica hace una distinción entre un protectorado y un estado protegido. Constitucionalmente, los dos tienen un estatus similar, en el que Gran Bretaña proporciona defensa y relaciones exteriores controladas. Sin embargo, un protectorado tiene establecido un gobierno interno, mientras que un estado protegido establece una forma de autogobierno interno local basado en el ya existente.
Las personas relacionadas con un antiguo protectorado británico, estado protegido, territorio bajo mandato o territorio en fideicomiso pueden seguir siendo personas protegidas británicas si no adquirieron la nacionalidad del país en el momento de la independencia.
El último protectorado británico propiamente dicho fueron las Islas Salomón británicas, ahora Islas Salomón, que obtuvieron su independencia en 1978; el último estado protegido británico fue Brunéi, que obtuvo la independencia total en 1984.

## Lista de antiguos protectorados británicos

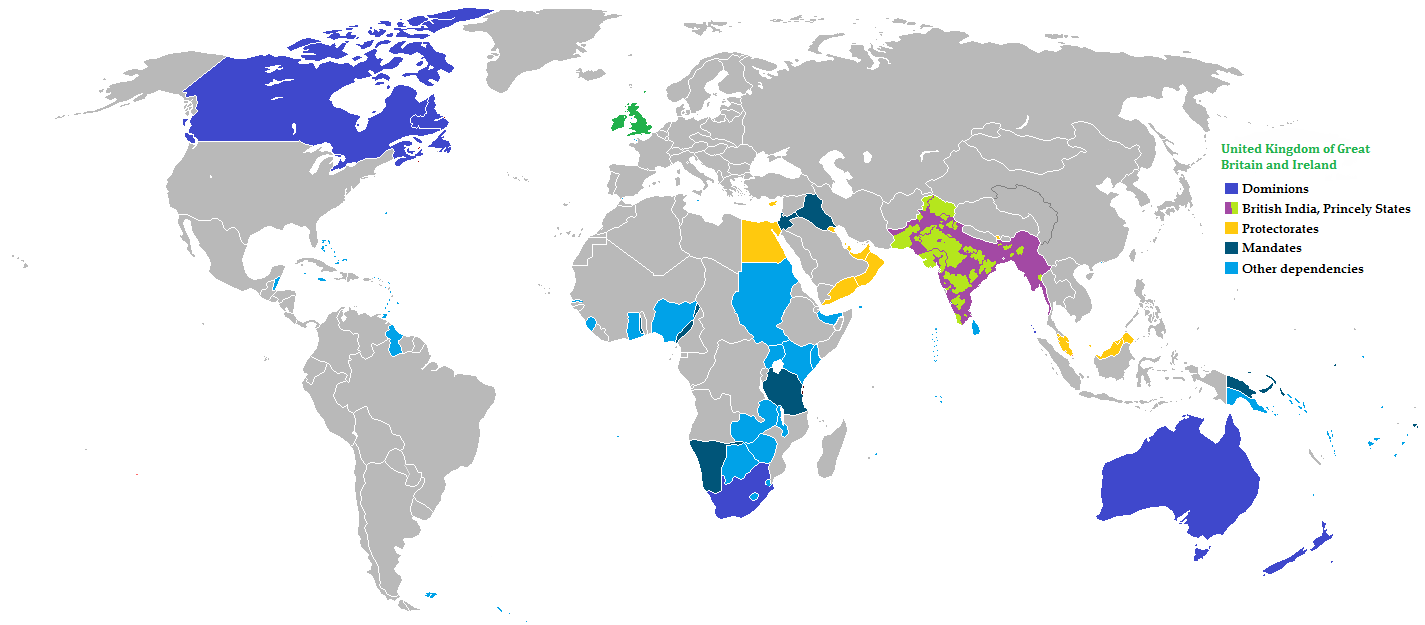
Territorios del Imperio británico en 1920, categorizados por tipo de gobierno. Los protectorados en amarillo.

### Américas
- Barbados (1627-1652) (como colonia propietaria bajo William Courten, seguida por James Hay I )
- Reino de la Mosquitia (1638-1860) (sobre la nación indígena misquito de Centroamérica)

### África subsahariana
- África Oriental Británica (1895-1920)
- Barotselandia (1900-1964)
- Bechuanalandia (1885-1966)
- Colonia y Protectorado de Gambia* (1894-1965)
- Colonia y Protectorado de Kenia* (1920-1963)
- Colonia y Protectorado de Sierra Leona* (1896-1961)
- Protectorado de Nigeria* (1914-1960)
- Protectorado de Nigeria del Norte (1900-1914)
- Protectorado de Nigeria del Sur (1900-1914)
- Protectorado de Uganda (1894-1962)
- Territorios del Norte de la Costa de Oro (1901-1957)
- Nyasalandia (1893-1964) ( Protectorado Británico de África Central hasta 1907)
- Rodesia del Norte (1924-1964)
- Somalilandia Británica (1884-1960)
- Suazilandia (1902-1967)
- Sultanato de Zanzíbar (1890-1963)
- Walvis Bay (1878-1884)

* protectorados que existieron junto a una colonia del mismo nombre

### Mundo árabe
- Protectorado de Adén (1872-1963); estado precursor de Yemen del Sur
  - Estados del Protectorado Oriental (principalmente en Haudhramaut); más tarde el Protectorado de Arabia del Sur (1963-1967)
    -  Kathiri
    -  Mahra
    -  Qu'aiti
    -  Alto Yafa (componía de cinco jeques: Al-Busi, Al-Dhubi, Hadrami, Maflahi y Mawsata )
    -  Hawra
    -  Irqa

  - Estados del Protectorado Occidental; más tarde la Federación de Arabia del Sur (1959/1962-1967), incluida la Colonia de Adén
    -  Sultanatos wahidíes (entre ellos: Balhaf, Azzan, Bir Ali y Habban)
    -  Beihan
    -  Dhala y Qutaibi
    -  Fadli
    -  Lahej
    -  Bajo Yafa
    -  Alauí
    -  Aqrabi
    -  Audhali
    -  Dathina
    -  Haushabí
    -  Jeque del Alto Aulaqi
    -  Sultanato del Alto Aulaqi
    -  Bajo Aulaqi
    -  Shaib
    -  Néyed
    - Al-Hasa
- Sultanato de Egipto (1914-1922)
- Sudán anglo-egipcio (1899-1956) (condominio con Egipto)

### Asia
- Sultanato de Maldivas (1887-1965)[9]
- Reino de Sikkim (1861-1947)[10]

### Europa
- Chipre británica (1871-1914) (puesto bajo administración militar británica entre 1914 y 1922 y luego proclamado colonia de la Corona entre 1922 y 1960)
- Protectorado de Malta (1800-1813);  Colonia de la Corona de Malta proclamada en 1813) (parte de jure del Reino de Sicilia pero bajo protección británica)
- Islas Jónicas (1815-1864) (estado griego y protectorado amistoso de Gran Bretaña entre 1815 y 1864)

### Oceanía
- Territorio de Papúa (1884-1888)
- Islas Salomón británicas (1893-1978)
- Federación de las Islas Cook (1888-1901)
- Islas Gilbert y Ellice (1892-1916)
- Niue (1900-1901)
- Tokelau (1877-1916)

## Lista de antiguos estados protegidos británicos
Como estados protegidos, los siguientes estados nunca fueron oficialmente parte del Imperio Británico y mantuvieron un control casi total sobre los asuntos internos; sin embargo, los británicos controlaron su política exterior. Su estatus rara vez se publicitó mientras estuvo en vigor, y sólo quedó claro después de su levantamiento.
- Brunéi (1888-1984)
- Bután (1910-1947)[11]
- Estados Cis-Sutlej[12][13] (algunos estados: 1809-1849; todos los estados: 1849-1947)
- Emirato de Afganistán (1879-1919)[14][11]
- Reino de Egipto (1922-1936)[15]
- Federación malaya (1948-1957)
  - Estados Malayos Federados (1895-1946)
    -  Negeri Sembilan (1888-1895)
      -  Sungai Ujong (1874-1888)
      -  Jelebu (1886-1895)

    -  Pahang (1888-1895)
    -  Perak (1874-1895)
    -  Selangor (1874-1895)

  -  Estados Malayos no Federados (1904/09-1946)
    -  Johor (1914-1946)
      -  Muar (1897-1909)

    -  Kedah (1909-1946)
    -  Kelantan (1909-1946)
    -  Perlis (1909-1946)
    -  Terengganu (1919-1946)
- Tonga (1900-1970)
- Residencia en el Golfo Pérsico (1822-1971); sede en Bushehr, Persia
  -  Persia (1919-1921)
  -  Baréin (1880-1971)[11]
  -  Jecato de Kuwait (1899-1961)[11]
  -  Catar (1916-1971)
  -  Estados de la Tregua; precursor de los Emiratos Árabes Unidos (1892-1971)[11]
    -  Abu Dabi (1820-1971)
    -  Ajman (1820-1971)
    -  Dubái (1835-1971)
    -  Fujairah (1952-1971)
    -  Ras al-Khaimah (1820-1971)
    -  Sharjah (1820-1971)
      -  Kalba (1936-1951)

    -  Umm al-Qaiwain (1820–1971)

  -  Sultanato de Mascate y Omán (1892-1970) (informal)[16][2]
- Reino de Sarawak (1888-1946)
- Borneo Septentrional (1888-1946)
- Sultanato de Maldivas (1948-1965)
- Suazilandia (1967-1968)